# Schuhsimmes
Schuhsimmes ist ein Wohnplatz in der Stadt Ochsenhausen im Landkreis Biberach in Baden-Württemberg.

## Lage
Der Hof Schuhsimmes liegt etwa anderthalb Kilometer östlich von Mittelbuch an der Verbindungsstraße zwischen Mittelbuch und Rottum (Gemeinde Steinhausen an der Rottum).

## Geschichte
Schuhsimmes war ein Ortsteil der Gemeinde Mittelbuch. Mit ihrer Auflösung am 1. Januar 1975 kam der Ort zu Ochsenhausen. 